# Noorderbad (Utrecht)
Het Noorderbad is een voormalig zwembad aan de Boisotstraat in de wijk Zuilen van de Nederlandse stad Utrecht..
Het zwembad werd in 1934 als werkverschaffingsproject gebouwd en in 1935 geopend. Het Noorderbad werd in 1994 gesloten.

## Geschiedenis
Het zwembad leek als twee druppels water op het zwembad De Liesbosch, ook te Utrecht in de wijk Transwijk. Beide openluchtzwembaden bestaan niet meer. Het Noorderbad heeft plaats moeten maken voor een speeltuin en De Liesbosch voor een bedrijventerrein.
Het openluchtbad bestond uit twee zwembaden, met ertussenin het hokje van de badmeester: de dames en heren mochten indertijd niet samen zwemmen, maar ieder in zijn eigen zwembad. Rondom beide baden waren kleedhokjes en er hing een grote thermometer in het onverwarmde water. Later verviel de regel dat er gescheiden gezwommen moest worden en mochten de dames en heren in beide zwembaden zwemmen.
Het water werd betrokken uit de rivier de Vecht en met filters gereinigd. Ten behoeve van de hygiëne werd er veel chloor aan toegevoegd. In tegenstelling tot de zwembaden als de Liesbosch en de Wilgenplas in het nabijgelegen Maarssen, waar de bodem uit zand bestond, was het Noorderbad een betonnen bak. 

## Trivia
- Muurschildering als ode aan het Noorderbad in Zuilen.[6]

## Fotogalerij

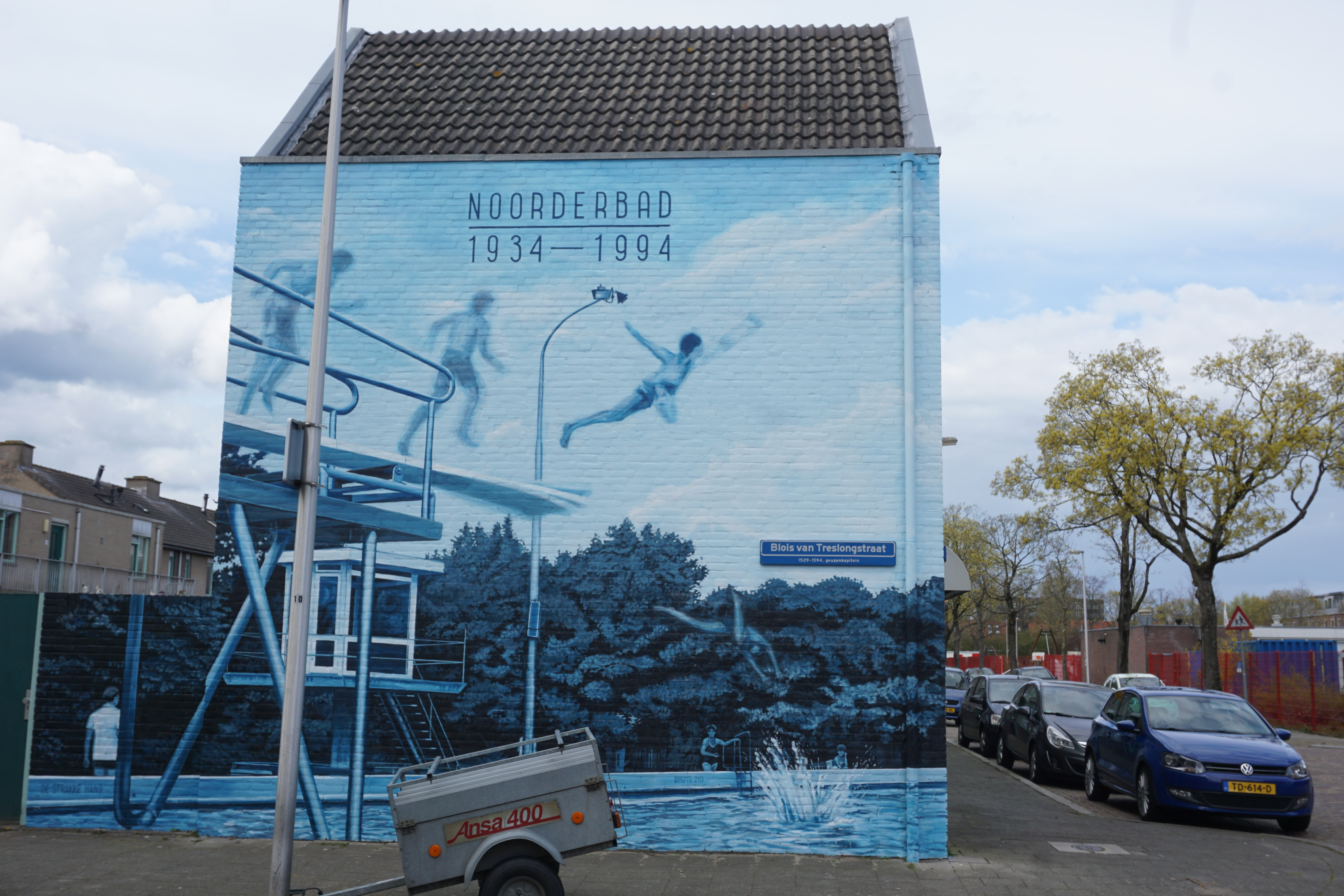
Muurschildering uit 2020

Hedendaagse zwembaden:
Den Hommel ·
Zwembad De Krommerijn ·
Zwembad De Kwakel ·
Zwembad Fletiomare

Niet meer bestaande zwembaden:
De Liesbosch ·
Noorderbad ·
O.Z.E.B.I.